# Monti Ouachita
I Monti Ouachita sono una catena montuosa degli Stati Uniti d'America centro-meridionali. Si estende per circa 320 km di lunghezza tra il centro dell'Arkansas e il sud-est dell'Oklahoma. La vetta principale è il Monte Rich (899 m), in Oklahoma.
I Monti Ouachita sono costituiti prevalentemente da basse montagne, i cui vertici sono stati erosi. Costituiscono assieme all'Altopiano d'Ozark la U.S. Interior Highlands, cioè l'unica regione montuosa degli Stati Uniti compresa tra le Montagne Rocciose e gli Appalachi.
Le montagne sono ricoperte da foreste temperate di alberi decidui.